# پیشگیری پیش از در معرض قرارگرفتن

پیشگیری پیش از در معرض قرارگرفتن به اقداماتی مانند مصرف دارو اشاره دارد که برای جلوگیری از ابتلا به یک بیماری پیش از در معرض قرار گرفتن آن انجام می‌شود.

## پیشگیری پیش از در معرض قرارگرفتن برای مالاریا
مرکز کنترل و پیشگیری بیماری توصیه‌هایی برای افرادی که قصد سفر دارند منتشر کرده است که با توجه به احتمال تماس با مالاریا در کشورهای مختلف اقداماتی را پیشنهاد کرده است.

## پیشگیری پیش از در معرض قرارگرفتن برای HIV
درمان زودهنگام افراد مبتلا به HIV با ضدویروس، تا ۹۶ درصد از سرایت شریک آنها جلوگیری می‌کند. پیشگیری پیش از در معرض قرارگرفتن با دوز معینی در روز از داروی تنوفوویر به همراه یا بدون امتریسیتابین بر روی بعضی از گروه‌ها مؤثر است: مردانی که با مردان دیگر نزدیکی دارند، زوج‌هایی که یکی از آنها مبتلا به HIV است، و دگرجنس‌گراهای جوان در آفریقا.
به نظر می‌رسد اقدامات احتیاطی جهانی در محیط مراقبت‌های بهداشتی بر روی کاهش خطر HIV مؤثر است. اعتیاد به مواد مخدر تزریقی عامل مهم دیگری است و راهبردهای کاهش آسیب مانند برنامه تعویض سرنگ و درمان جایگزین مواد مخدر ظاهراً در کاهش خطر انتقال مؤثر بوده‌اند.